# Skaraborgs sjukhus Skövde
Skaraborgs sjukhus Skövde, tidigare Kärnsjukhuset i Skövde (KSS), är det största sjukhuset inom Skaraborgs sjukhus och ligger i den norra delen av Skövde tätort, cirka sex kilometer från centrum. Sjukhuset har funktionen av ett centralsjukhus för området som tidigare var Skaraborgs län. Detta märks idag genom att det här finns specialkompetens som inte finns på andra sjukhus i Skaraborg samt att det även bedrivs forskning. Sjukhuset har också den enda förlossnings- och BB-avdelningen i Skaraborg sedan BB i Lidköping lades ned 2004. På sjukhuset arbetar knappt 3 000 personer, vilket gör det till en av de största arbetsplatserna i kommunen.

## Historik
Sjukhuset byggdes mellan 1968 och 1976 som ett centralsjukhus för Skaraborgs län, enligt den sjukvårdsplan som antogs av landstinget 1965. Det ritades av Nils G. Brinks arkitektkontor, medan Sven Kai-Larsen stod för inredningen. Slutnotan för bygget stannade på 362,5 miljoner kronor, en halv miljon kronor under budget. Sjukhusbygget förstärkte Skövdes roll som regionalt centrum i Skaraborg.